# Surrealismus
Surrealismus (výslovnost [syrealizmus]) je evropský umělecký směr, ale také životní styl, který usiluje o osvobození mysli, zdůrazňuje podvědomí. Snaží se o zachycení snů, představ, pocitů a myšlenek. První impulsy surrealismus dostal od André Bretona, jeho prudký rozvoj umožnil Salvador Dalí. Surrealismus je stále aktivní směr, ačkoli se od původních myšlenek značně vzdálil.

## Historie

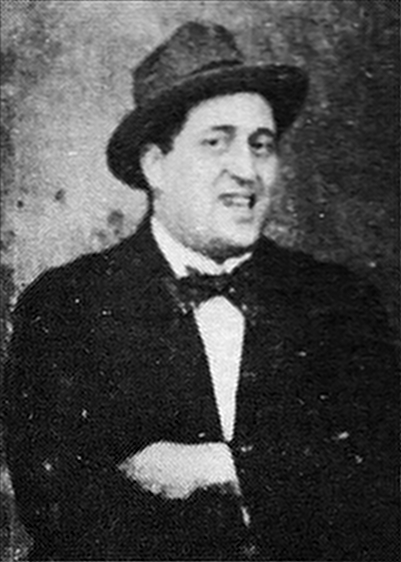
Guillaume Apollinaire

Termín surrealismus poprvé použil Guillaume Apollinaire ve spojení se svou divadelní hrou Prsy Thirésiovy, jednalo se o jakousi absolutní realitu – surrealitu (francouzská předpona sur – nad).
Počátky surrealismu navazovaly na dadaismus, ze kterého přišlo mnoho umělců, surrealismus má však výrazně širší rozsah. Zatímco Dada byl negativní odpovědí na první světovou válku, surrealismus měl pozitivnější názor – tj. svět může být změněn a transformován do místa lásky, svobody a poezie. Surrealismus (na rozdíl od dadaismu) vypracoval systém, který byl schopen reagovat na společenské, filosofické, umělecké a jiné otázky a problémy své doby.
Roku 1924 vydal André Breton Surrealistický manifest, v tomto roce začal vycházet časopis La Révolution Surréaliste (Surrealistická Revoluce), kde dostávali prostor především surrealisté. V Surrealistickém manifestu Breton definoval surrealismus jako „čirý psychický automatismus“, kde je cílem posílit písmem, kresbou a výrazovými prostředky všeho druhu skutečnou funkci myšlenky. Tím myslel, že se jedná o rozumem nekontrolovatelný proud asociací – při tvorbě měl být umělec ponořen sám do sebe a bez jakékoli rozumové kontroly, či záměru zaznamenávat stavy své duše. Toto své nitro a své sny samozřejmě také zkoumali a to i pod vlivem drog a uměle u sebe navozovali (či se o to pokoušeli) stavy porušení psychické rovnováhy (extatické, hypnotické, ale i psychopatologické). Tato definice byla následným vývojem surrealismu pojímána velmi volně a ukázala se jako velice životaschopná s možností dalšího rozvoje. Pro tento cíl jim poskytl teoretický a filosofický základ především Sigmund Freud.
Surrealismus lze rozdělit na dvě základní období:
1. Intuitivní období – věří ve všemohoucnost myšlenky postavené nad realitu. V tomto období (přibližně do roku 1926) se surrealisté opírali o filosofický idealismus. Sociální aktivitu nevyhledávali. Jejich program vyložil v Manifestu surrealismu André Breton (1924).
2. Politické období – Surrealisté si začali uvědomovat vázanost svého experimentu a pociťovali nutnost vyjádřit se k tehdejšímu politickému řádu. Učinili to veřejným protestem proti kolonialismu. Od této doby nastává jejich přibližování levici, která je zavedla až k obdivu SSSR. Postupně se přikláněli k marxismu – to se projevilo v Druhém manifestu surrealismu (1930). S touto změnou se změnil i název časopisu (a tato změna vystihuje celý problém) ze Surrealistické revoluce se stal Surrealismus ve službách revoluce. Surrealisté však také na druhou stranu byli jedni z prvých, kteří prohlédli zrůdnost stalinistického režimu v SSSR (Karel Teige: Surrealismus proti proudu). Krátce se sblížili s trockismem (André Breton navštívil v roce 1938 Lva Trockého v Mexiku).

André Breton a Philippe Soupault napsali první automatickou knihu – Les Champs Magnetiques (1919), později André Masson vyvinul automatické kreslení a obraz, které se stejně jako jiné automatické metody stalo významnou částí surrealistické praxe.
Mnoho populárních umělců žilo v Paříži, která byla ve 20. a 30. letech 20. století (období největšího rozmachu surrealismu) kulturním centrem světa, v této době se k surrealismu hlásili například René Magritte, Joan Miró, Max Ernst, Salvador Dalí, Alberto Giacometti, Valentine Hugo, Meret Oppenheim, fotograf Man Ray a Yves Tanguy.
Díky této dominanci Francie bývá tento směr někdy mylně považován za čistě francouzský, ale surrealismus byl ve skutečnosti mezinárodní již od začátku. Vedle této francouzské skupiny, vznikla velmi brzy např. i Česká skupina (mluvčími byli Vítězslav Nezval a Karel Teige). Česká skupina pokračuje ve své činnosti nepřetržitě dodnes. Ve skutečnosti lze říci, že část nejvýznamnějších surrealistických teoretiků a radikálních umělců pocházela z jiných zemí než Francie. Například Rumuni Gherasim Luca, Victor Brauner, Češi Toyen, Jindřich Heisler, Španělé Luis Buňuel, Salvador Dalí, Kubánci Wifredo Lam, Jorge Camacho a další (např. v Jugoslávii Bělehradská surrealistická skupina).
Ohlas surrealismu byl velmi silný, s nástupem fašismu byl oslaben, toto hnutí tehdy opustilo mnoho umělců (Pablo Picasso, Tristan Tzara, Paul Éluard, Vítězslav Nezval…), druhá významná část v čele s A. Bretonem se přesunula do USA a Mexika, kde strávili válečná léta (Benjamin Péret, Wolfgang Paalen, Max Ernst…).
Po druhé světové válce surrealisté vytyčili další směřování surrealismu ve znamení Nového mythu. Byl to příklon k mytologii, přírodním kulturám a hermetismu (André Breton, Arkán 17). Poválečná období lze rozdělit na druhou a třetí generaci surrealistů. Druhou generaci lze zhruba datovat od konce války do Bretonovy smrti v roce 1966 (Jean-Louis Bédouin, Jean Schuster, Gerard Legrand). V roce 1969 Jean Schuster „rozpustil“ surrealistické hnutí, ale mnoho skupin ve světě i v Paříži působilo od té doby dále. Třetí generace působí dosud. V 70. letech vydávala Pařížská skupina revui B.L.S., později časopis Surréalisme (Vincent Bounoure, Michel Zimbacca, Jorge Camacho, Jean-Louis Bédouin). S těmito periodiky úzce spolupracovali i čeští surrealisté, kteří v té době byli zbaveni publikačních možností.

## Historie surrealismu v ČSR
Jindřich Štyrský zemřel za druhé světové války, Toyen vytvořila dvě protiválečná alba Střelnice a Schovej se válko. V té době se v Praze ustavila skupina Spořilovští surrealisté. Tvořili ji básníci Zbyněk Havlíček, Otto Mizera, teoretik Robert Kalivoda a jiní. Po druhé světové válce v roce 1947 se v Praze konala Mezinárodní výstava surrealismu. Poté odešli do Francie natrvalo malířka Toyen a Jindřich Heisler.
V Československu se ustavila a pracovala až do počátku 50. let parasurrealistická Skupina Ra (Josef Istler, Bohdan Lacina a jiní).
Po roce 1950 se kolem Karla Teiga soustředil okruh mladých básníků a výtvarníků, který později, po smrti Teigeho vydal několik samizdatových sborníků, tzv. „Okruh pěti Objektů“. Jeho vůdčí osobností byl teoretik a básník Vratislav Effenberger. Patřili sem mj. básníci Karel Hynek, Zbyněk Havlíček, malíři Mikuláš Medek, Josef Istler a fotografka Emila Medková. Spolupracoval s nimi též jazzman a psychiatr Ludvík Šváb.
V šedesátých letech 20. století se k tomuto okruhu přidali další mladší básníci, mj. Milan Nápravník, Věra Linhartová, Stanislav Dvorský, Petr Král, Karel Šebek, Roman Erben. Toto volné sdružení bylo tehdy nazýváno Okruhem UDS.
V 70. letech 20. století se kolem Vratislava Effenbergera utvořil okruh od té doby nazývaný Skupinou československých surrealistů, poněvadž v něm působili, vedle českých představitelů jako byli Ludvík Šváb, Martin Stejskal, Jan Švankmajer, Emila Medková, Eva Švankmajerová či Alena Nádvorníková, také slovenští básníci a teoretici Albert Marenčin, Juraj Mojžíš a malíř Karol Baron.
Později k tomuto seskupení patřili František Dryje, Jiří Koubek, Josef Janda, Ivo Purš a jiní.
Po roce 1990 se k tomuto okruhu přihlásili další mladí básníci a výtvarníci. Po rozpadu státu se názorový okruh přejmenoval na  Skupinu českých a slovenských surrealistů a pracuje dodnes.

## Představitelé surrealismu

### Divadlo

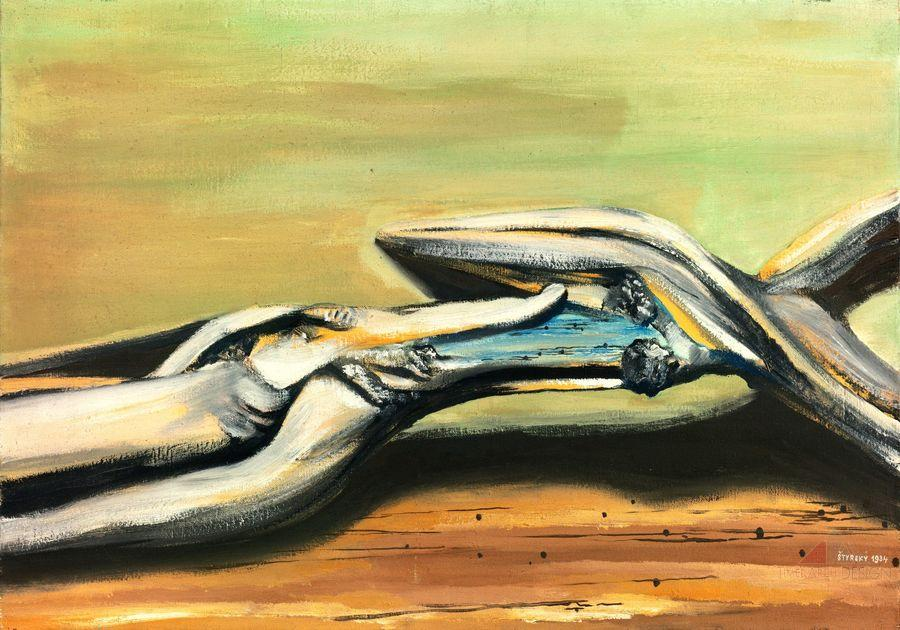
Jindřich Štyrský, Kořeny

Za předchůdce surrealistického divadla lze považovat Guillauma Apollinaira s hrou Prsy Tiresiovy, či Alfréda Jarryho s hrou Král Ubu. V roce 1929 surrealisté připravovali hru Benjamina Péreta V ráji fantomů. Divadlu se věnoval teoreticky i prakticky Antonin Artaud (Divadlo nonsensu), který později vytvořil koncepci Divadla krutosti.
V Československu po druhé světové válce Vratislav Effenberger a Karel Hynek psali takzvané Černé frašky, které však nikdy nebyly na jevišti realizovány. Ludvík Šváb je autorem divadelní hry Předjaří (uvedené v 90. letech v Divadle Na zábradlí). Začátkem 60. let připravoval Prokop Voskovec a Zdena Holubová nastudování hry Král Ubu od Alfréda Jarryho.

### Film
Ve 20. letech vznikl jeden z prvých surrealistických filmů Emak Bakia od Man Raye. K začátkům surrealismu je počítán i film Meziaktí René Claira a Francise Picabii.
Na přelomu 20. a 30. let 20. století vznikly patrně nejznámější filmy od Luise Bunuela a Salvadora Dalího Andaluský pes a Zlatý věk. V roce 1947 natočil bývalý dadaista Hans Richter film Rêves à vendre (Sny na prodej) a v roce 1957 film 8×8 o surrealistických umělcích. V roce 1952 natočili Michel Zimbacca a Jean-Louis Bédouin poetický film se spoluprací Benjamina Péreta L'Invention du monde (Objevení světa).
V Československu v 70. a 80. letech točil krátké filmy Ludvík Šváb. Významným surrealistickým tvůrcem filmů v současnosti je Jan Švankmajer. Ze surrealistické orientace vychází i režisér David Jařab (např. v roce 2018 dokument Vratislav Effenberger aneb Lov na černého žraloka).

#### Surrealistické skupiny ve světě a jejich revue
- Skupina českých a slovenských surrealistů
- Surrealistické skupiny ve světě
- Surrealisté ve světě Archivováno 13. 7. 2022 na Wayback Machine.